# Merchandiser
Merchandiser, laicky v českém překladu doplňovač či vybalovač zboží, druh pracovního povolání spojeného zejména s rozvojem hypermarketů. Pro činnost, kterou vykonává, se používá označení merchandising.

## Profese v hypermarketech
S rozvojem sítě supermarketů a hlavně hypermarketů ve světě docházelo k specializaci prodavačů, kolektivu obsluhy. V hypermarketech je zaměstnáno několik desítek pracovníků na jednotlivých odděleních a je zde řada specializovaných profesí, např. skladníci, pokladní, účetní, uklízeči, obsluha výpočetní techniky, obsluha na prodejně atd.

## Agentury a merchandiseři
Mimo těchto kmenových pracovníků na prodejnách občas pracuje či sem pravidelně dochází řada obchodních zástupců dodavatelských firem a merchandiserských agentur. Tyto agentury najímají na trhu práce pracovníky – merchandiery, kteří dle pokynů agentury, dodavatelské firmy a obchodu v něm vykonávají řadu činností. Zajišťují tak dodavateli zboží jeho pravidelné objednávání, vybalení a umístění v regálech či určených prostorách takovým způsobem, že jej zákazník přednostně koupí. Některé dodavatelské firmy používají agentury, jiné si obstarávají merchandisery samy.
Mimo této činnosti provádí občas cenový monitoring (srovnání ceny s konkurencí, záznam nastavení cen obchodem), mimořádné reklamní akce, kontroly záruk zboží a dalších jeho parametrů, které ovlivňují jeho prodejnost.
Část těchto merchandiserů pracuje přes živnostenský list, tedy agentuře stanoveným způsobem svou činnost vykazuje a fakturuje, další pracují na smlouvu o provedení práce (s příslušnými omezeními). 
Agentury rozvíjí nabídku svých služeb nejen na merchandising, ale i ochutnávkové či jiné propagační akce. Počet agentur a merchandiserů roste spolu s rozvojem prodejní sítě a existují i agentury mezinárodní.